# Anforderungsmanagement-Software
Eine Anforderungsmanagement-Software (auch Requirements Management Software oder Requirements Management Tool) ist ein spezialisiertes Anwendungsprogramm, in dem Anforderungen (englisch requirements) verwaltet werden. Die Anforderungen werden dort automatisiert erfasst und verwaltet, d. h. eine Anforderung steht für sich und kann als eigenständiges Objekt behandelt werden. Dies schafft die Voraussetzungen dafür, die Struktur einer Anforderung in der Anforderungsmanagement-Software abzubilden und elektronisch auszuwerten.

## Aufgaben
Eine Anforderungsmanagement-Software dient dazu, den gesamten Prozess der Erfassung, Verwaltung und Nachverfolgung von Anforderungen in Entwicklungsprojekten systematisch zu unterstützen. Sie hilft Unternehmen, Anforderungen effizient zu dokumentieren, zu strukturieren und Änderungen nachzuvollziehen, um Missverständnisse, Fehler und teure Nachbesserungen zu vermeiden.
Zu den zentralen Aufgaben gehören:
- Erfassung und Dokumentation: Anforderungen werden strukturiert erfasst, klassifiziert und in einer zentralen Datenbank gespeichert.
- Nachverfolgbarkeit und Versionierung: Jede Anforderung kann über ihren gesamten Lebenszyklus hinweg nachvollzogen und bei Änderungen versioniert werden.
- Analyse und Konsistenzprüfung: Die Software unterstützt dabei, Anforderungen auf Vollständigkeit, Widersprüche und Abhängigkeiten zu überprüfen.
- Kollaboration und Abstimmung: Teams können gemeinsam Anforderungen definieren, diskutieren und freigeben, oft mit Workflows und Berechtigungen.
- Integration und Export: Schnittstellen zu anderen Entwicklungswerkzeugen ermöglichen eine nahtlose Einbindung in bestehende Prozesse.

Durch den Einsatz einer Anforderungsmanagement-Software wird sichergestellt, dass Projekte effizient und zielgerichtet entwickelt werden, indem sie eine einheitliche und nachvollziehbare Grundlage für alle Beteiligten schafft.

## Arten von Software für das Anforderungsmanagement
Software, die im Rahmen des Anforderungsmanagements eingesetzt werden kann, lässt sich in verschiedene Kategorien einteilen, die sich hinsichtlich ihrer Spezialisierung und Funktionalität unterscheiden. Dabei ist zu beachten, dass nicht jede Software, die zur Verwaltung von Anforderungen genutzt werden kann, tatsächlich eine vollwertige Anforderungsmanagement-Software ist. Viele Tools sind ursprünglich für andere Zwecke entwickelt worden und bieten nur eingeschränkte Unterstützung für die spezifischen Anforderungen des Anforderungsmanagements.
1. Spezialisierte Anforderungsmanagement-Tools: Diese Softwarelösungen sind gezielt für das Anforderungsmanagement konzipiert und bieten umfassend die o. g. Funktionen zur Erfassung, Strukturierung, Nachverfolgbarkeit und Analyse von Anforderungen. Sie unterstützen die Zusammenarbeit zwischen Stakeholdern und ermöglichen die Integration in bestehende Entwicklungsprozesse. Beispiele hierfür sind IBM DOORS, Jama Connect, Codebeamer oder reqSuite® rm.
2. Generische Dokumentations- und Tabellen-Tools: Office-Software wie Microsoft Word oder Excel kann grundsätzlich auch verwendet werden, um Anforderungen zu dokumentieren. Während diese Tools für einfache Szenarien ausreichen können, fehlt ihnen eine strukturierte Verwaltung, Änderungsverfolgung und Konsistenzprüfung. Dadurch entstehen schnell Probleme mit unklaren Anforderungen, redundanten Einträgen und fehlender Nachverfolgbarkeit.
3. Issue-Tracking- und Projektmanagement-Software: Tools wie Jira, Azure DevOps oder Trello können ebenso zur Verwaltung von Anforderungen eingesetzt werden, obwohl sie primär für das Management von Aufgaben und Fehlern in der Softwareentwicklung entwickelt wurden. Sie ermöglichen eine gewisse Strukturierung und Priorisierung, sind aber oft nicht für komplexe Anforderungsanalysen oder systematische Änderungsprozesse ausgelegt.
4. Application Lifecycle Management (ALM)-Systeme: ALM-Tools wie Polarion, Helix ALM oder PTC Windchill bieten eine integrierte Umgebung für das Management des gesamten Entwicklungsprozesses, einschließlich Anforderungen, Tests und Konfigurationsmanagement. Sie sind leistungsfähig, aber oft komplex und schwergewichtig, insbesondere für kleinere Teams oder Projekte mit begrenzten Anforderungen.

Das Problem vieler Unternehmen besteht darin, dass sie Software einsetzen, die nicht explizit für das Anforderungsmanagement entwickelt wurde, wodurch wesentliche Funktionen wie Versionierung, Nachverfolgbarkeit oder Qualitätsprüfung fehlen. Eine echte Anforderungsmanagement-Software zeichnet sich durch umfassende Unterstützung des gesamten Anforderungsprozesses aus und hilft, Konsistenz, Effizienz und Nachvollziehbarkeit in der Entwicklung sicherzustellen.

## Beispiele
Die folgende Tabelle zeigt einige Beispiele für Softwareprodukte, die im Rahmen des Anforderungsmanagements eingesetzt werden können. Neben spezialisierten Anforderungsmanagement-Tools sind auch andere Arten von Softwarelösungen enthalten. Eine ausführlichere Übersicht verfügbarer Tools finden sich in einschlägigen Listen (vgl.).
| Werkzeug                                 | Hersteller               | Bemerkung                                                                                                   |
| ---------------------------------------- | ------------------------ | --- |
| Spicy SE                                 | Spicy SE                 | MBSE, ReqIF, JIRA, JSON, API Unterstützung                                                                  |
| MatrixALM                                | Matrix Requirements GmbH | JIRA, Github, Gitlab, AzureDevOps, Slack -Integrationen, Item-basierte Traceability, API Rest basierte SaaS |
| Doc Sheets                               | Goda Software            | JIRA, JSON und MS-Office-Unterstützung                                                                      |
| CONTACT Elements                         | CONTACT Software         | MS-Office- und KI-Unterstützung, ReqIF                                                                      |
| agosense.fidelia                         | agosense GmbH            | Traceability, FuSi (ISO 26262), Jira-Plugin                                                                 |
| Polarion Requirements                    | Siemens                  | |
| CaliberRM                                | Borland                  | |
| Codebeamer/CodebeamerX                   | Intland                  | Life-Cycle-Management (ELM/ALM)                                                                             |
| DOORS                                    | IBM/Rational             | ReqIF |
| DOORS Next Generation/JAZZ               | IBM/Rational             | ReqIF |
| PTC WindChill (ehemals Integrity)        | PTC                      | ReqIF-, XML- und MS-Office-Unterstützung                                                                    |
| Serena Requirements Manager              |                          | |
| Kovair ALM                               | Kivair                   | viele Integrationen                                                                                         |
| Jama Connect                             | Jama                     | |
| HP Quality Center                        | HP / Microfocus          | Verknüpfung mit HP Testmanagement                                                                           |
| reqSuite® rm                             | OSSENO Software          | intelligente Assistenzfunktionen                                                                            |
| R4J - Requirements Management for Jira   | ease solutions Pte Ltd   | ALM- und RE-Werkzeug innerhalb von Atlassian Jira                                                           |
| in-Step                                  | Microtool                | Projektmanagement-Umgebung                                                                                  |
| Visure Requirements (ehemals IRqA)       | Visure                   | ReqIF- und MS-Office-Unterstützung                                                                          |
| OSRMT                                    | open source              | Einstiegswerkzeug                                                                                           |
| SAP EPD (Enterprise Product Development) | SAP                      | |
| objectiF RPM                             | Microtool                | ReqIF, MS-Office Unterstützung                                                                              |
| PREEVision                               | Vector                   | ReqIF |
| Reqtify                                  | Geensys                  | MS-Office- und SimuLink-Anbindung                                                                           |
| YAKINDU Traceability                     | itemis AG                | Traceability über Werkzeuggrenzen hinweg                                                                    |